# Ferry de Haan
Ferry de Haan, né le 12 septembre 1972 à Capelle aan den IJssel, est un footballeur néerlandais évoluant au poste de défenseur.
Sa carrière professionnelle a lieu de 1996 à 2007 et il l'accomplit exclusivement dans son pays natal où il évolue 6 saisons en 1re division et 5 saisons en 2e division. Ferry de Haan joue uniquement pour le Feyenoord Rotterdam et son club satellite, l'Excelsior Rotterdam. Son palmarès est notamment composé d'une victoire en Coupe UEFA 2001-2002.

## Palmarès
| Compétitions internationales    | Compétitions nationales |
| - Coupe UEFA - Vainqueur : 2002 | - Championnat des Pays-Bas (1) - Champion : 1999 - Vice-champion : 2001 - Supercoupe des Pays-Bas (1) - Vainqueur : 1999 - Championnat des Pays-Bas D2 (1) - Champion : 2006 |